# Оккаридис, Стелиос
Стелиос Оккаридис (греч. Στέλιος Οκκαρίδης; 15 ноября 1977, Никосия, Кипр) — кипрский футболист, защитник. Выступал за сборную Кипра.

## Биография

### Клубная карьера
Дебютировал на профессиональном уровне в сезоне 1997/98 в составе клуба АПОЭЛ, за который провёл 8 матчей и забил 1 гол. В 1998 году подписал контракт с клубом «Докса», где отыграл три сезона, один из которых во втором дивизионе. В 2001 году Оккаридис вернулся в АПОЭЛ и в том же сезоне выиграл с командой чемпионат Кипра. Затем ему удалось повторить достижение в сезонах 2003/04 и 2006/07, а в 2006 году выиграл с клубом Кубок Кипра.
Оккаридис покинул АПОЭЛ в 2007 и году, после чего провёл два сезона в составе лимасольского «Аполлона». Затем, в сезоне 2009/10 выступал за клуб второго дивизиона «Олимпиакос» Никосия, а в сезоне 2010/11 за клуб высшей лиги «Докса». Завершил игровую карьеру летом 2011 года.

### Карьера в сборной
Дебютировал за сборную Кипра 30 апреля 2002 года в товарищеском матче со сборной Венгрии, в котором появился на замену на 63-й минуте вместо Димитриса Даскалакиса. Вскоре Оккаридис стал основным игроком сборной и в общей сложности провёл за неё 36 матчей. Единственный гол за национальную команду забил 17 октября 2007 года в отборочном матче чемпионата Европы 2008 против сборной Ирландии (1:1).

## Достижения
АПОЭЛ
- Чемпион Кипра (3): 2001/02, 2003/04, 2006/07
- Обладатель Кубка Кипра: 2005/06